# Hirten
Hirten ist eine Ortsgemeinde im Landkreis Mayen-Koblenz in Rheinland-Pfalz. Sie gehört der Verbandsgemeinde Vordereifel an, die ihren Verwaltungssitz in Mayen hat.

## Geographische Lage
Der Ort liegt westlich von Mayen an der B 258 (Koblenz – Aachen) in der zentralen östlichen Hocheifel etwa 460 m ü. NHN, der Ortsteil Kreuznick etwa 480 m ü. NHN.

## Geschichte
Hirten wurde 936 als Herdiga erstmals urkundlich erwähnt.
Bevölkerungsentwicklung
Die Entwicklung der Einwohnerzahl von Hirten, die Werte von 1871 bis 1987 beruhen auf Volkszählungen:
| Jahr | Einwohner |
| ---- | --------- |
| 1815 | 98        |
| 1835 | 172       |
| 1871 | 155       |
| 1905 | 121       |
| 1939 | 142       |
| 1950 | 147       |
| 1961 | 152       |

| Jahr | Einwohner |
| ---- | --------- |
| 1970 | 189       |
| 1987 | 207       |
| 1997 | 263       |
| 2005 | 290       |
| 2011 | 263       |
| 2017 | 262       |
| 2023 | 247       |

## Politik

### Gemeinderat
Der Gemeinderat in Hirten besteht aus sechs Ratsmitgliedern, die bei der Kommunalwahl am 9. Juni 2024 in einer Mehrheitswahl gewählt wurden, und dem ehrenamtlichen Ortsbürgermeister als Vorsitzendem.

### Ortsbürgermeister
Werner Engels wurde im Jahr 2019 Ortsbürgermeister von Hirten. Bei der Direktwahl am 26. Mai 2019 war er mit einem Stimmenanteil von 52,50 % gewählt worden. Bei der Direktwahl am 9. Juni 2024 wurde er als einziger Bewerber mit 58,1 % für weitere fünf Jahre wiedergewählt.
Vorgänger von Werner Engels war Peter Michels.

### Wappen
| Wappen von Hirten | Blasonierung: „Unter blauem Schildhaupt mit silberner Zange, von Silber über Blau schräg links geteilt, oben ein rotes lateinisches Kreuz, unten eine goldene Hirtenschaufel mit Fanghaken.“ |
| Wappen von Hirten | |

## Sehenswürdigkeiten
Dorfmittelpunkt von Hirten ist die Apollonia-Kapelle.

St. Apollonia
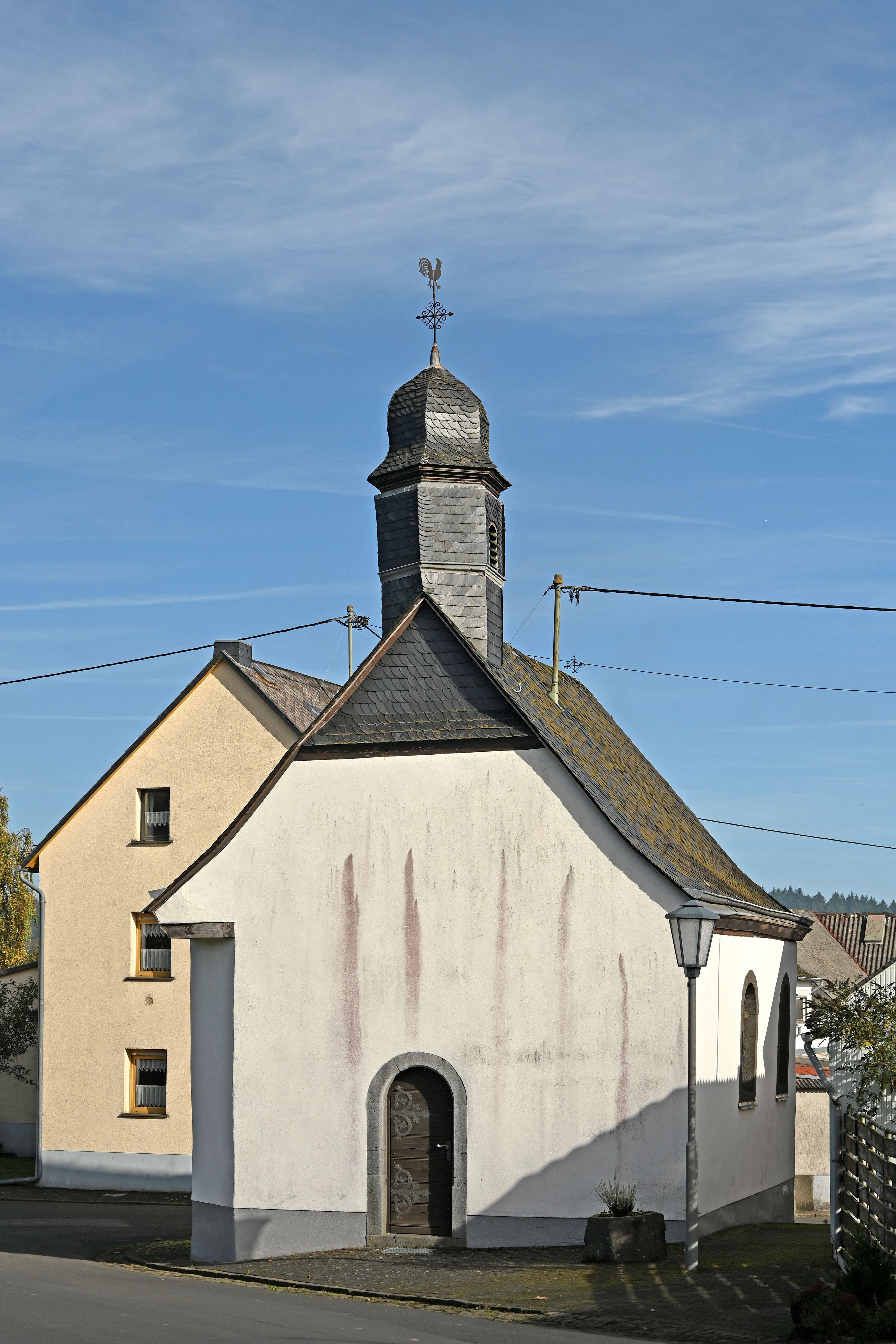
Westfassade
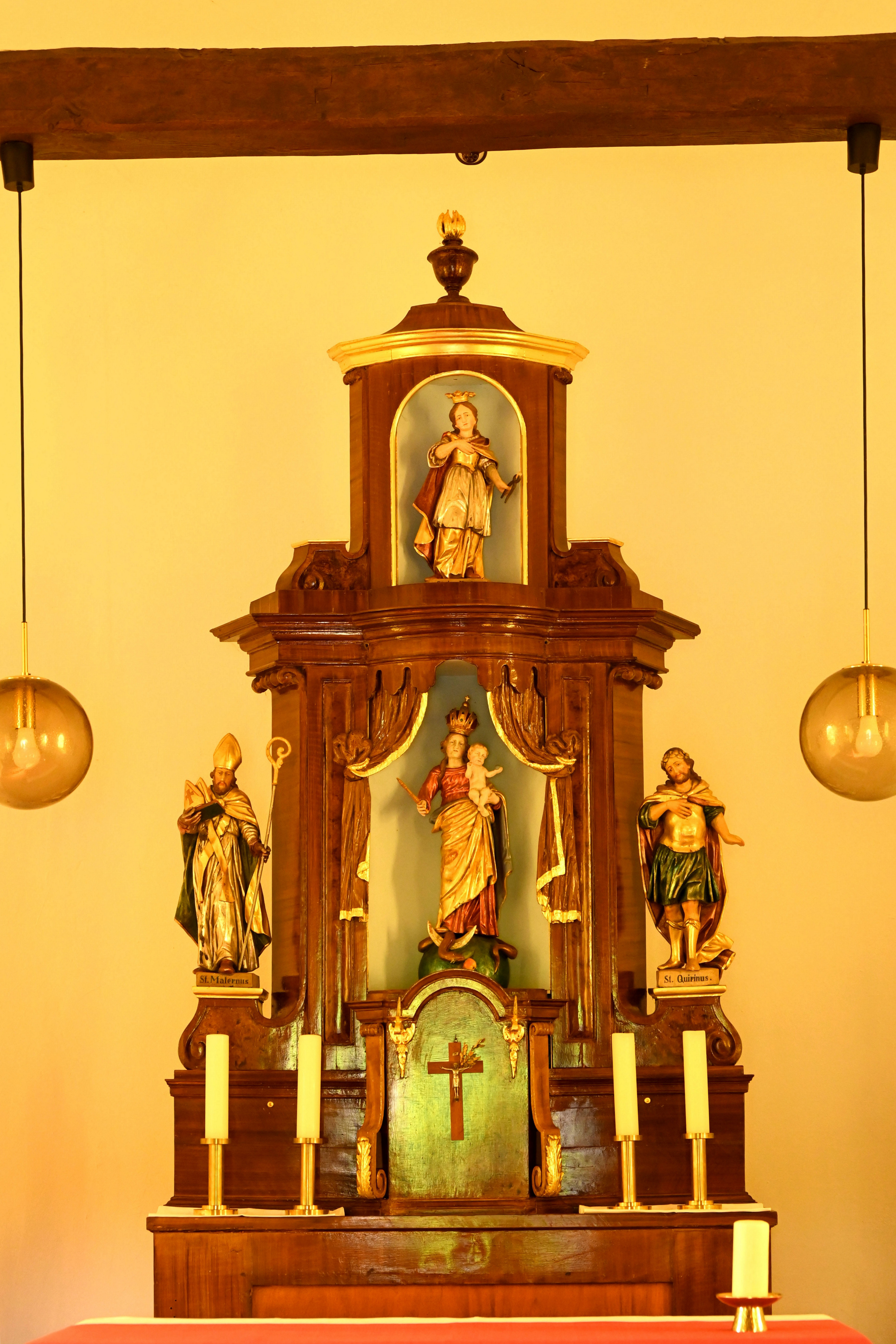
Barockaltar
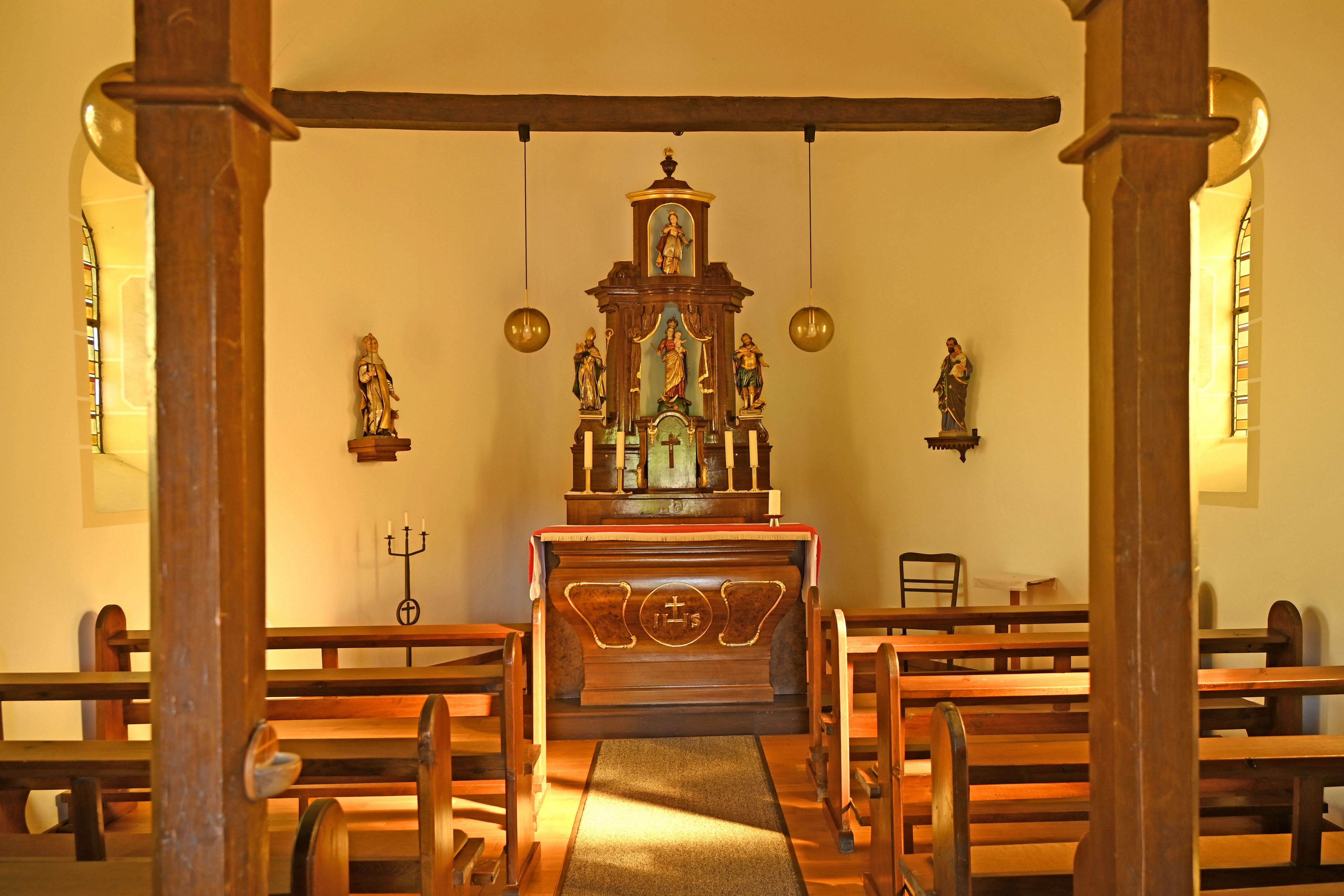
Innenraum
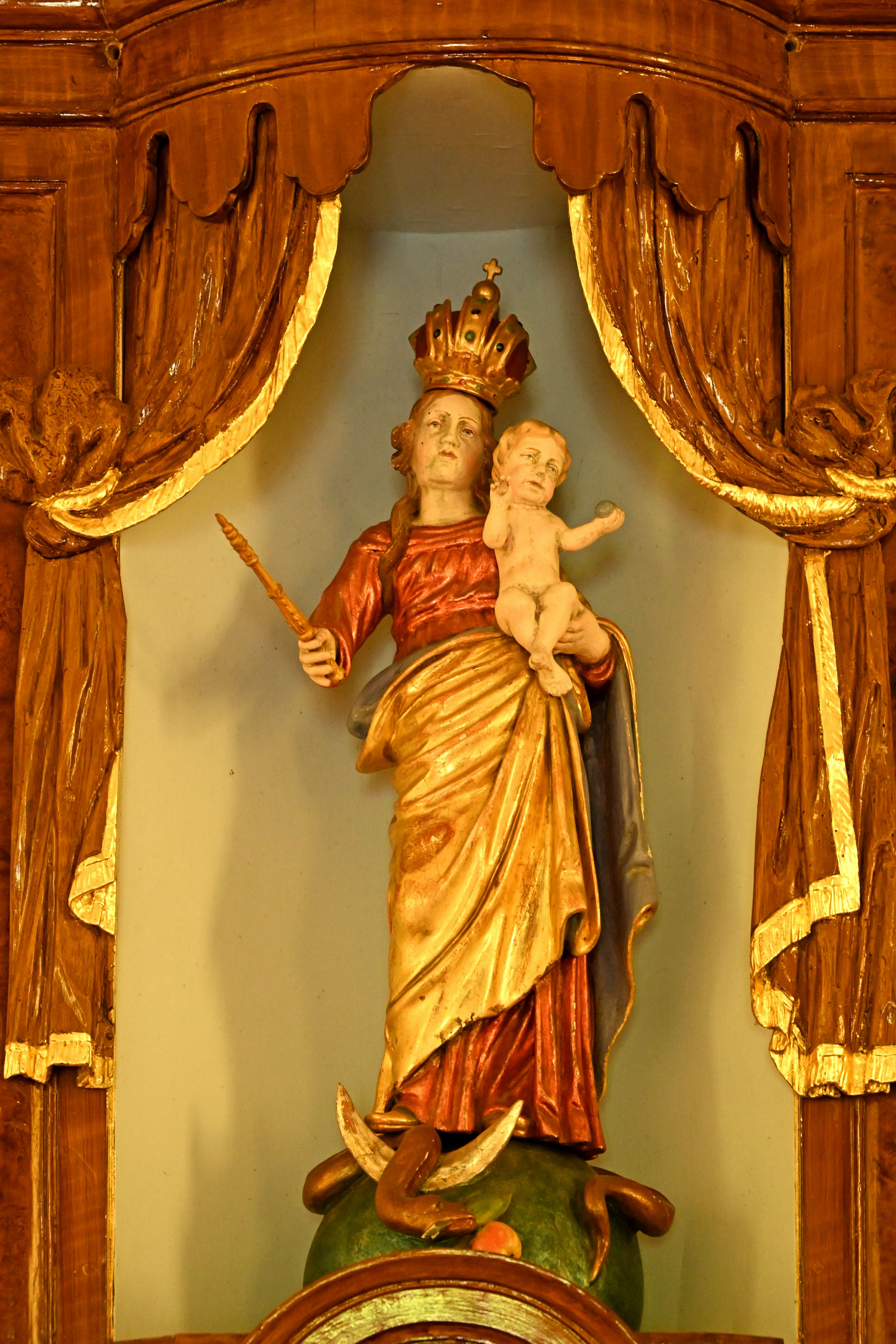
Madonna
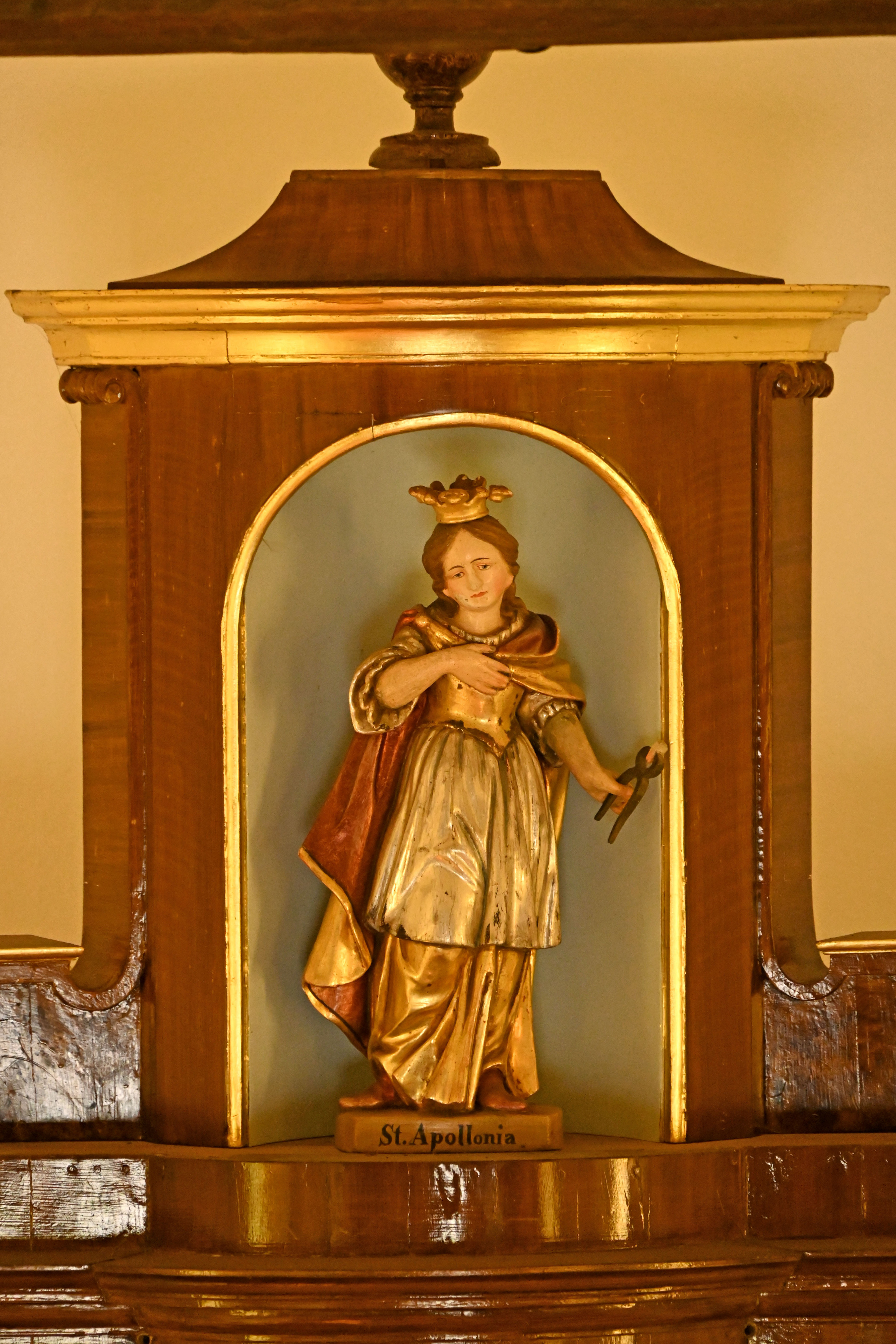
St. Apollonia

## Wirtschaft
Beide Orte sind heute nicht mehr landwirtschaftlich geprägt, sondern auf Mayen hin orientierte Pendlergemeinden.